# بول كلويس
بول كلويس (بالإنجليزية: Paul Clowes)‏ (27 ديسمبر 1993 بتشيشير في المملكة المتحدة - ) هو لاعب كرة قدم بريطاني في مركز الوسط. لعب مع Clemson Tigers ‏.

## وصلات خارجية
- بول كلويس على موقع الدوري الأمريكي (الإنجليزية)
- بول كلويس على موقع قاعدة بيانات كرة القدم.إي يو (الإنجليزية)
- بول كلويس على موقع Soccerbase.com (لاعب) (الإنجليزية)
- بول كلويس على موقع Soccerway.com (الإنجليزية)
- بول كلويس على موقع عالم كرة القدم.نت (الإنجليزية)
- بول كلويس على موقع AS.com (الإسبانية)